# Skaistgirys

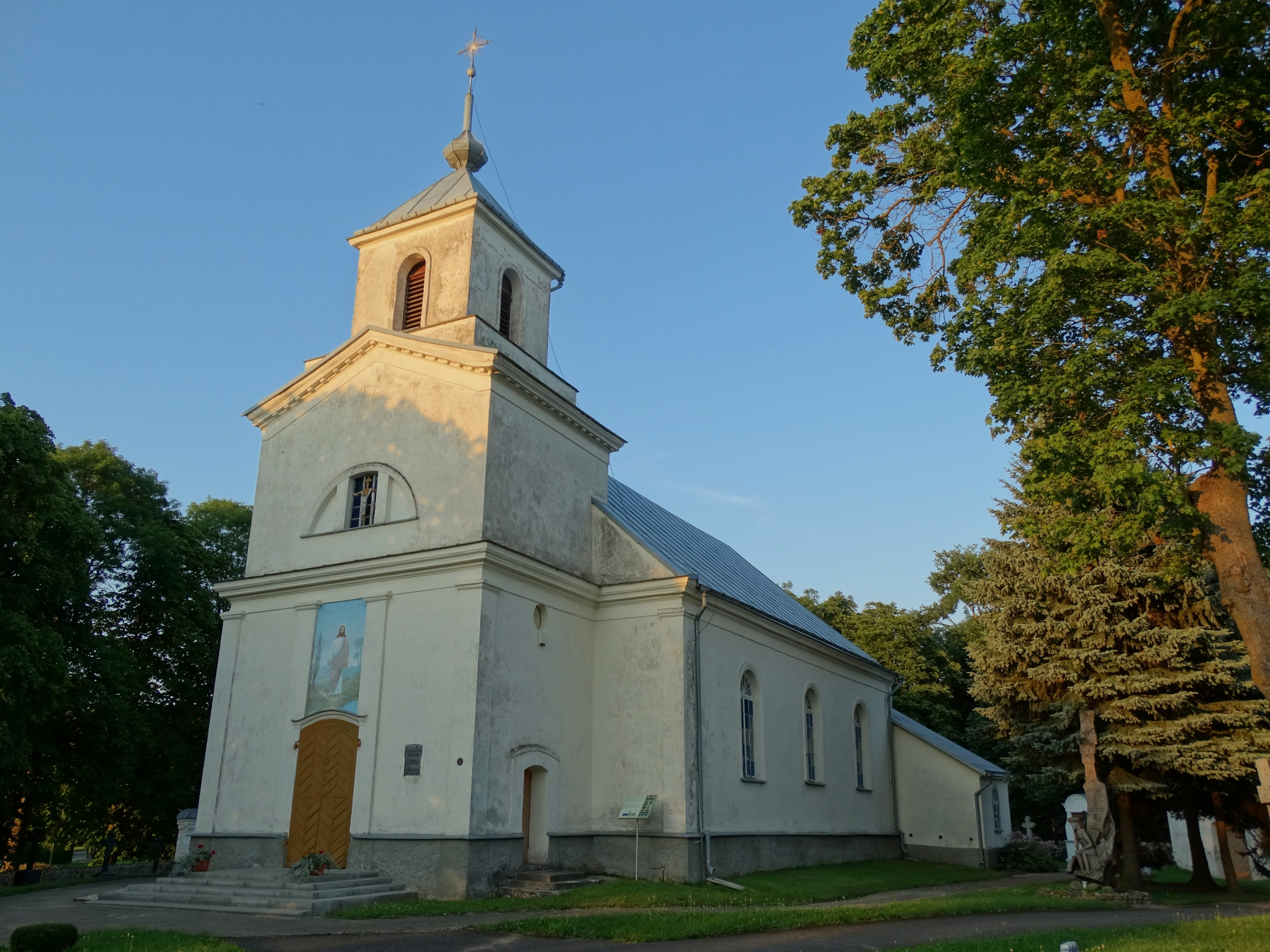
St.-Georg-Kirche in Skaistgirys

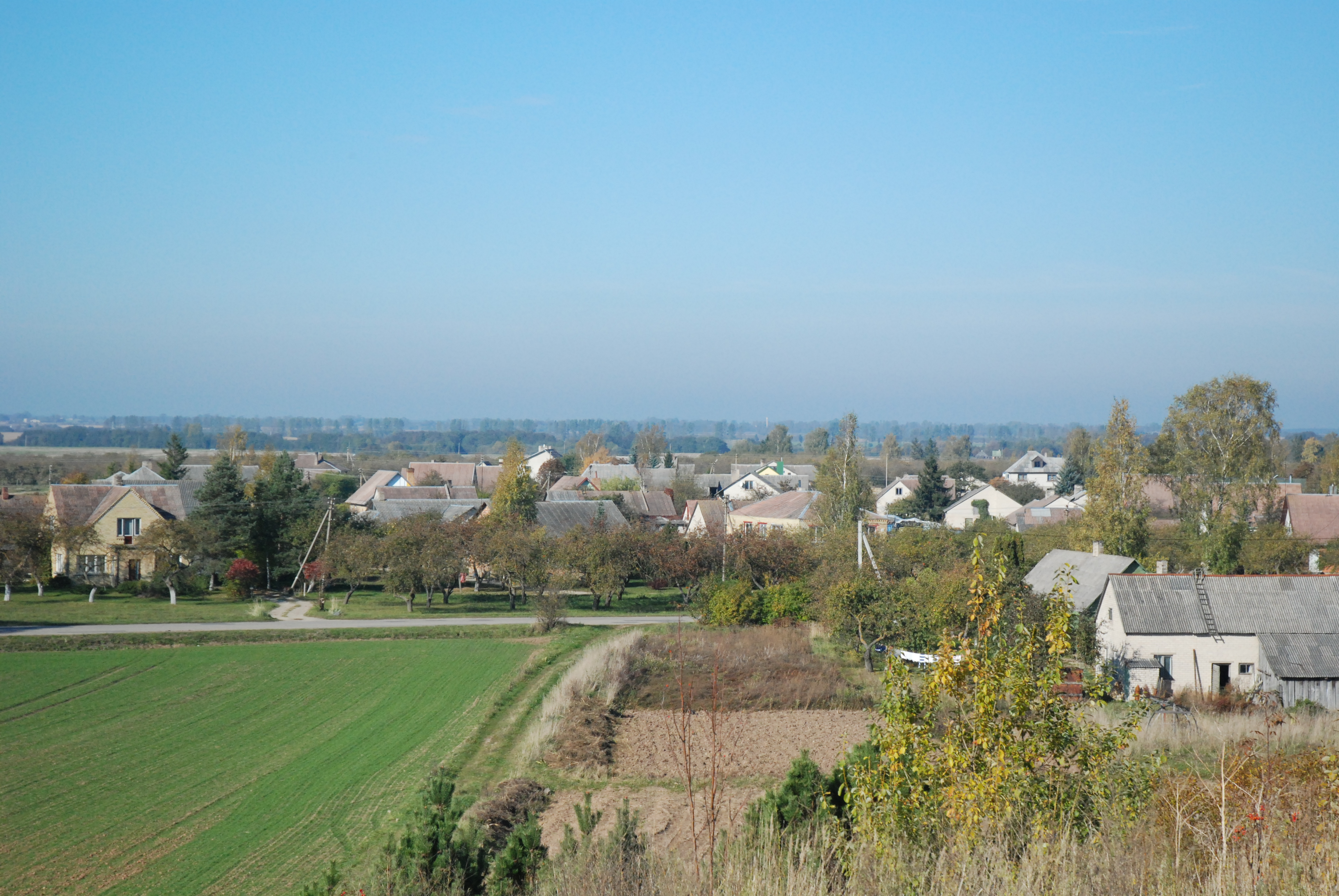

Skaistgirys ist ein „Städtchen“ (litauisch miestelis) mit 862 (2011) Einwohnern in Litauen, in der Rajongemeinde Joniškis, an der Fernstraße KK153, 15 km nach Nordwesten von Joniškis, an der Grenze mit Lettland. Es ist das Zentrum von Amtsbezirk Skaistgirys.
Es gibt die katholische St.-Georg-Kirche Skaistgirys (erbaut 1827), eine Mittelschule, eine Bibliothek, ein Postamt (LT-84037), einen Park, Poliklinik, ein Kulturhaus, einen Kindergarten.
1426 wurde Skaistgirys urkundlich erwähnt. Um 1714 wurde die erste Kirche gebaut. in Sowjetlitauen gab es den „Pergalės“-Kolchos.
Seit 2005 gibt es eigenes Wappen.

## Persönlichkeiten
- Jonas Lelis (1914–2011), Dermatologe, Venerologe und Hochschullehrer